# Mistrzostwa Świata w Saneczkarstwie 2007
37. Mistrzostwa świata w saneczkarstwie 2007 odbyły się w dniach 2 - 4 lutego w austriackim Innsbrucku. W tym mieście mistrzostwa odbyły się już czwarty raz (wcześniej 1977, 1987 i 1997). Rozegrane zostały cztery konkurencje: jedynki kobiet, jedynki mężczyzn, dwójki mężczyzn oraz zawody drużynowe. W tabeli medalowej najlepsze były Niemcy.

## Wyniki

### Jedynki kobiet
| Medal | Zawodniczka             | Narodowość        | Czas     | Strata  |
| ----- | ----------------------- | ----------------- | -------- | ------- |
|       | Tatjana Hüfner          | Niemcy            | 1:19.808 |         |
|       | Anke Wischnewski        | Niemcy            | 1:19.948 | + 0.140 |
|       | Sylke Kraushaar-Pielach | Niemcy            | 1:19.980 | + 0.172 |
| 4.    | Natalie Geisenberger    | Niemcy            | 1:20.092 | + 0.284 |
| 5.    | Erin Hamlin             | Stany Zjednoczone | 1:20.129 | + 0.321 |
| 6.    | Natalija Jakuszenko     | Ukraina           | 1:20.286 | + 0.478 |
| 7.    | Nina Reithmayer         | Austria           | 1:20.292 | + 0.484 |
| 8.    | Julia Clukey            | Stany Zjednoczone | 1:20.475 | + 0.667 |
| ...   | ...                     | ...               | ...      | ...     |
| 16.   | Ewelina Staszulonek     | Polska            | 1:20.715 | + 0.907 |

### Jedynki mężczyzn
- Data / Początek: Sobota 26 stycznia 2008 / 11:00 CET

| Medal | Zawodnik          | Narodowość | Czas     | Strata  |
| ----- | ----------------- | ---------- | -------- | ------- |
|       | David Möller      | Niemcy     | 1:38.052 |         |
|       | Armin Zöggeler    | Włochy     | 1:38.059 | + 0.007 |
|       | Jan Eichhorn      | Niemcy     | 1:38.163 | + 0.111 |
| 4.    | Albert Diemczenko | Rosja      | 1:38.475 | + 0.423 |
| 5.    | Stefan Höhener    | Szwajcaria | 1:38.517 | + 0.465 |
| 6.    | Reinhold Rainer   | Włochy     | 1:38.530 | + 0.478 |
| 7.    | Mārtiņš Rubenis   | Łotwa      | 1:38.544 | + 0.492 |
| 8.    | Wiktor Kneib      | Rosja      | 1:38.728 | + 0.676 |
| ...   | ...               | ...        | ...      | ...     |
| 38.   | Maciej Kurowski   | Polska     | 50.535*  | + 1.492 |
| 40.   | Łukasz Firlej     | Polska     | 50.723*  | +1.680  |

* wyniki pierwszego przejazdu (do drugiego kwalifikowało się tylko pierwszych 25)

### Dwójki mężczyzn
| Medal | Zawodnicy                                 | Narodowość        | Czas     | Strata  |
| ----- | ----------------------------------------- | ----------------- | -------- | ------- |
|       | Patric Leitner/Alexander Resch            | Niemcy            | 1:19.285 |         |
|       | Markus Schiegl/Tobias Schiegl             | Austria           | 1:19.401 | + 0.116 |
|       | Mark Grimmette/Brian Martin               | Stany Zjednoczone | 1:19.500 | + 0.215 |
| 4.    | Andreas Linger/Wolfgang Linger            | Austria           | 1:19.529 | + 0.244 |
| 5.    | Christian Oberstolz/Patrick Gruber        | Włochy            | 1:19.533 | + 0.248 |
| 6.    | Gerhard Plankensteiner/Oswald Haselrieder | Włochy            | 1:19.549 | + 0.264 |
| 7.    | André Florschütz/Torsten Wustlich         | Niemcy            | 1:19.640 | + 0.355 |
| 8.    | Peter Penz/Georg Fischler                 | Austria           | 1:19.666 | + 0.381 |
| ...   | ...                                       | ...               | ...      | ...     |
| 21.   | Łukasz Lewczuk/Adam Wanielista            | Polska            | 40.657*  | + 1.062 |
| 22.   | Marcin Piekarski/Grzegorz Piekarski       | Polska            | 40.689*  | +1.094  |

* wyniki pierwszego przejazdu (do drugiego kwalifikowało się tylko pierwszych 15)

### Drużynowe
| Medal | Zawodnicy                                                               | Narodowość        | Czas     | Strata  |
| ----- | ----------------------------------------------------------------------- | ----------------- | -------- | ------- |
|       | Sylke Kraushaar-Pielach/Patric Leitner/Alexander Resch/David Möller     | Niemcy            | 2:09.159 |         |
|       | Christian Oberstolz/Patrick Gruber/Sandra Gasparini/Armin Zöggeler      | Włochy            | 2:09.841 | + 0.682 |
|       | Peter Penz/Georg Fischler/Nina Reithmayer/Daniel Pfister                | Austria           | 2:09.982 | + 0.823 |
| 4.    | Mark Grimmette/Brian Martin/Erin Hamlin/Tony Benshoof                   | Stany Zjednoczone | 2:10.160 | + 1.001 |
| 5.    | Michaił Kuzmicz/Jurij Wiesiełow/Aleksandra Rodionowa/Albert Diemczenko  | Rosja             | 2:10.510 | + 1.351 |
| 6.    | Juris Šics/Andris Šics/Maija Tīruma/Mārtiņš Rubenis                     | Łotwa             | 2:11.196 | + 2.037 |
| 7.    | Miroslav Horváth/Jozef Kuchár/Veronika Sabolová/Jozef Ninis             | Słowacja          | 2:11.863 | + 2.704 |
| 8.    | Takahisa Oguchi/Masaki Toshiro/Madoka Harada/Shigeaki Ushijima          | Japonia           | 2:11.893 | + 2.734 |
| ...   | ...                                                                     | ...               | ...      | ...     |
| 10.   | Maciej Kurowski/Ewelina Staszulonek/Marcin Piekarski/Grzegorz Piekarski | Polska            | 2:12.144 | + 2.985 |

## Klasyfikacja medalowa
| Miejsce | Państwo           |   |   |   | Razem |
| ------- | ----------------- | - | - | - | ----- |
| 1.      | Niemcy            | 4 | 1 | 2 | 7     |
| 2.      | Włochy            | 0 | 2 | 0 | 2     |
| 3.      | Austria           | 0 | 1 | 1 | 2     |
| 4.      | Stany Zjednoczone | 0 | 0 | 1 | 1     |